# Tjerkessiska språk
Tjerkessiska språk är en samlingsbenämning på språken adygeiska (västtjerkessiska) och kabardinska (östtjerkessiska). Ibland kan hela den nordvästkaukasiska språkgruppen åsyftas.